# Ли Тон Хван
Ли Донг Хван (кор. 이동환; род. 1981, Сеул) — южнокорейский оперный певец (бас-баритон).
Учился в Университете Ённам в Кёнсане, затем с 2008 года в Гамбургской высшей школе музыки и театра у Герта Смитса. Лауреат ряда международных конкурсов, в том числе победитель конкурсов имени Беньямино Джильи (Рим, 2009) и имени королевы Сони (Осло, 2011).
В 2009—2011 гг. участник Международной оперной студии Гамбургской оперы. В 2011—2015 гг. солист Аугсбургской оперы, получил партии в операх Моцарта, Бизе, Верди и Берга. В 2015—2019 гг. солист Немецкой оперы в Берлине.